# Pronunciamiento

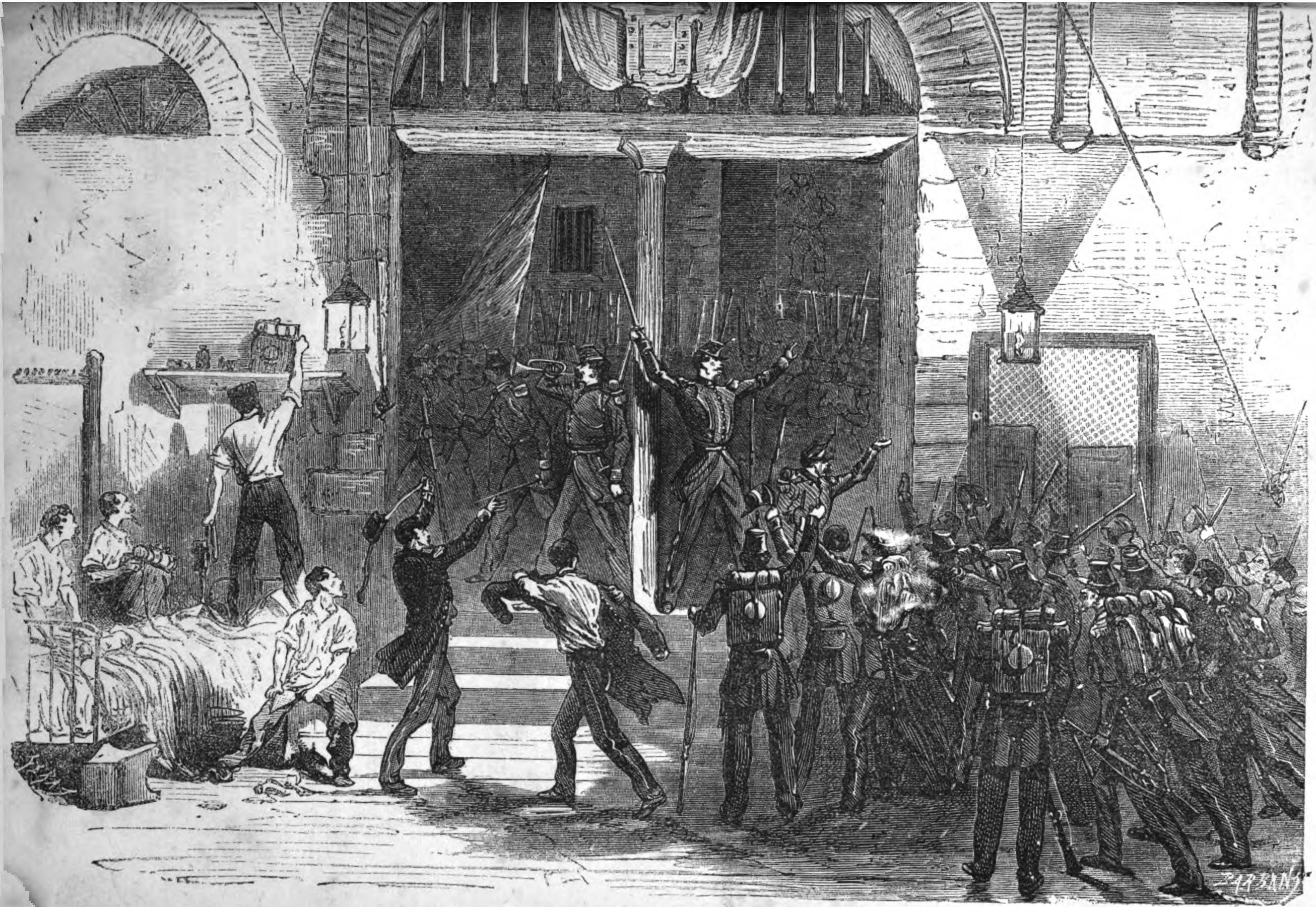
Pronunciamento în Lisabona

Pronunciamiento (proclamație, anunț sau declarație) este o formă militară de rebeliune sau lovitură de stat asociată cu Spania, Portugalia și America Latină, în special în secolul al XIX-lea.